# Utena (district)
Utena (Litouws: Utenos apskritis) is een van de tien districten van Litouwen en ligt in het oosten van het land. De hoofdstad is het gelijknamige Utena. De stad is een van de oudste nederzettingen van het land en wordt in historische werken al in de 13e eeuw beschreven.

## Geografie
Het district is het dunstbevolkt van het land en kent een goede infrastructuur. Het gebied is voor een derde bedekt met wouden; er zijn 1002 meren in de provincie welke goed verbonden zijn door middel van rivieren en beken. Een van de grootste toeristische attracties is het nationale park Aukštaitija.

## Toerisme
Utena is populair onder toeristen en recreanten. Naast Aukštaitija zijn er zes regionale parken en is er door de aanwezigheid van veel water een ideale mogelijkheid voor waterrecreatie. In de provincie ligt het meer Asveja, het langste van het land. Ook het diepste meer van Litouwen, het meer Tauragnas ligt in Utena.

## Economie
In Ignalina ligt de grootste kerncentrale ter wereld. Deze voorziet driekwart van Litouwen van energie en werd gebouwd in 1975. Andere belangrijke inkomstenbronnen zijn textiel en voedselproductie, houtbewerking en wijn- en bierbrouwerijen.

## Bevolking
Volgens de Sovjetvolkstelling van 1970 leefden er 187.818 mensen in het district Utena. Dit aantal bleef relatief stabiel en bereikte in 1989 een hoogtepunt met ruim 200.000 inwoners. Sindsdien daalt de bevolking in een rap tempo.
| aantal inwoners | 187.818 | 185.878 | 202.675 | 185.962 | 152.004 |

In 2018 wonen er naar schatting 129.706 inwoners in het district Utena.

## Gemeenten
| Gemeente  | Inwoners | Hoofdplaats |
| --------- | -------- | ----------- |
| Anykščiai | 35.100   | Anykščiai   |
| Ignalina  | 23.000   | Ignalina    |
| Molėtai   | 25.400   | Molėtai     |
| Utena     | 50.200   | Utena       |
| Visaginas | 29.700   | Visaginas   |
| Zarasai   | 22.900   | Zarasai     |

Alytus · Kaunas · Klaipėda · Marijampolė · Panevėžys · Šiauliai · Tauragė · Telšiai · Utena · Vilnius